# Thayer (Illinois)
Thayer es una villa ubicada en el condado de Sangamon en el estado estadounidense de Illinois. En el Censo de 2010 tenía una población de 693 habitantes y una densidad poblacional de 441,53 personas por km².

## Geografía
Thayer se encuentra ubicada en las coordenadas 39°32′25″N 89°45′29″O / 39.54028, -89.75806. Según la Oficina del Censo de los Estados Unidos, Thayer tiene una superficie total de 1.57 km², de la cual 1.57 km² corresponden a tierra firme y (0%) 0 km² es agua.

## Demografía
Según el censo de 2010, había 693 personas residiendo en Thayer. La densidad de población era de 441,53 hab./km². De los 693 habitantes, Thayer estaba compuesto por el 98.85% blancos, el 0.43% eran afroamericanos, el 0% eran amerindios, el 0% eran asiáticos, el 0% eran isleños del Pacífico, el 0.14% eran de otras razas y el 0.58% pertenecían a dos o más razas. Del total de la población el 0.87% eran hispanos o latinos de cualquier raza.